# Richard Speight Jr.
Richard Speight Jr. (Nashville, 4 settembre 1969) è un attore statunitense.
È conosciuto principalmente per i ruoli del vice sceriffo Bill Kohler nella serie televisiva Jericho, di Lex in The Agency e quello dell'Arcangelo Gabriele in Supernatural.

## Biografia
Richard Speight Jr. nasce a Nashville in Tennessee, da Barbara e Richard Speight. Ha frequentato la Montgomery Bell Academy a Nashville e successivamente la University of Southern California's School of Theater, dove si è laureato con lode. Ha due sorelle più grandi, Barby e Lindy. Il 28 giugno 2003 si è sposato con Jaci Kathryn Hays, dalla quale ha avuto tre figli.

### Carriera
La sua carriera da attore inizia nel 1984 recitando in un piccolo ruolo nel film per la televisione Una luce nel buio con Timothy Bottoms e Susan Dey. Successivamente, nel 1987, appare per la prima volta in un film cinematografico, Ernesto - Guai in campeggio in cui recita accanto a Jim Varney. Da quel momento in poi inizierà ad apparire in numerosi film e serie televisive.
Dopo essere apparso come guest star in alcune serie televisive e aver recitato nel film Giocattoli infernali del 1992, nel 1993 entra a far parte del cast principale della serie televisiva della NBC Running the Halls, in cui recita nel ruolo di Mark G. "The Shark" Stark. La serie venne cancellata dopo appena una stagione, ma Speight apparve in tutti e 13 gli episodi prodotti. Nel 1996 gira alcune scene nel film diretto da Roland Emmerich Independence Day che però, in fase di montaggio, saranno eliminate, mentre l'anno successivo è nel cast di Speed 2 - Senza limiti con protagonisti Sandra Bullock e Jason Patric.
Il 2001 è un anno molto importante per la carriera dell'attore, che infatti entra a far parte del cast della serie televisiva The Agency, nel ruolo di Lex. Inizialmente personaggio ricorrente, durante la seconda stagione entra a far parte del cast principale. La serie venne cancellata nel 2003, al termine della seconda stagione e l'attore vi ha recitato in 36 episodi. Sempre nel 2001 partecipa alle prime 7 puntate della miniserie televisiva Band of Brothers - Fratelli al fronte nel ruolo del sergente Warren "Skip" Muck.
Nel 2005 ottiene un piccolo ruolo nel film Thank You for Smoking e l'anno successivo recita nel ruolo di James nel film Alla deriva - Adrift. Sempre nel 2006 entra a far parte del cast di Jericho nel ruolo del vice sceriffo Bill Kohler. Reciterà in questa serie televisiva fino alla sua cancellazione avvenuta nel 2008, per un totale di 21 episodi.
Dal 2007 al 2018 fa parte del cast di Supernatural recitando nel ruolo ricorrente del Trickster, che durante la quinta stagione si scoprirà essere l'Arcangelo Gabriele. Nel 2010 è apparso in un episodio di Memphis Beat e in tre di Look: The Series, mentre nel 2011 è apparso in quattro episodi di Justified nel ruolo di Jed Berwind.
Oltre a quelle già citate Richard Speight Jr. è apparso come guest star in numerose serie televisive tra cui Matlock, E.R. - Medici in prima linea, Cinque in famiglia, JAG - Avvocati in divisa, Alias, CSI - Scena del crimine, Life e Criminal Minds: Beyond Borders; ha inoltre partecipato al videoclip musicale degli Slayer Pride in Prejudice.

## Filmografia parziale

### Cinema
- Ernesto - Guai in campeggio (Ernest Goes to Camp), regia di John R. Cherry III (1987)
- Giocattoli infernali (Demonic Toys), regia di Peter Manoogian (1992)
- Independence Day, regia di Roland Emmerich (1996)
- Menno's Mind, regia di Jon Kroll (1997)
- Speed 2 - Senza limiti (Speed 2: Cruise Control), regia di Jan de Bont (1997)
- Boltneck, regia di Mitch Marcus e John Blush (2000)
- North Beach, regia di Jed Mortenson e Richard Speight Jr. (2000)
- Love for Rent, regia di Shane Edelman (2005)
- Thank You for Smoking, regia di Jason Reitman (2005)
- Alla deriva - Adrift (Open Water 2: Adrift), regia di Hans Horn (2006)
- American Crude - Follie in America (American Crude), regia di Craig Sheffer (2008)
- Noobz, regia di Blake Freeman (2012)
- Crave, regia di Charles de Lauzirika (2012)
- All About the Money, regia di Blake Freeman (2017)
- Death House, regia di Harrison Smith (2017)
- Driven, regia di Glenn Payne (2019)
- L'amico del cuore (Our Friends), regia di Gabriela Cowperthwaite (2019)
- A casa con l'assassino (Home Is Where the Killer Is), regia di Kaila York (2019)
- Old Henry, regia di Potsy Ponciroli (2021)

### Televisione
- ABC Afterschool Specials – serie TV, episodio 17x07 (1989)
- Freddy's Nightmares – serie TV, episodi 2x04-2x13 (1989)
- China Beach – serie TV, episodio 3x21 (1990)
- Codice Trinity: attacco all'alba (By Dawn's Early Light), regia di Jack Sholder – film TV (1990)
- Matlock – serie TV, episodio 5x10 (1990)
- Running the Halls – serie TV, 13 episodi (1993)
- Amanda and the Alien, regia di Jon Kroll – film TV (1995)
- E.R. - Medici in prima linea (ER) – serie TV, episodio 2x02 (1995)
- Cinque in famiglia (Party of Five) – serie TV, episodio 2x15 (1995)
- JAG - Avvocati in divisa (JAG) – serie TV, episodi 3x04-4x15 (1997, 1999)
- Band of Brothers - Fratelli al fronte (Band of Brothers) – miniserie TV, 7 puntate (2001)
- The Agency – serie TV, 36 episodi (2001-2003)
- Alias – serie TV, episodio 4x04 (2005)
- CSI: Miami – serie TV, episodio 3x22 (2005)
- Prima o poi divorzio! (Yes, Dear) – serie TV, episodi 6x06-6x08 (2005)
- Jericho – serie TV, 21 episodi (2006-2008)
- Supernatural – serie TV, 12 episodi (2007-2010, 2014, 2018)
- Life – serie TV, episodio 2x13 (2009)
- Memphis Beat – serie TV, episodio 1x07 (2010)
- Look: The Series – serie TV, episodi 1x01-1x02-1x03 (2010)
- Justified – serie TV, 4 episodi (2011-2012)
- Longmire – serie TV, episodio 1x09 (2012)
- CSI - Scena del crimine (CSI: Crime Scene Investigation) – serie TV, episodio 15x02 (2014)
- To Appomattox – miniserie TV, 7 puntate (2015)
- Kings of Con – serie TV, 10 episodi (2016-2017)
- Criminal Minds: Beyond Borders – serie TV, episodio 2x05 (2017)
- Kung Fu – serie TV, episodio 2x04 (2022)
- 9-1-1: Lone Star - serie TV, episodio 5x10 (2024)

## Doppiatori italiani
Nelle versioni in italiano delle opere in cui ha recitato, Richard Speight Jr. è stato doppiato da:
- Davide Lepore in Alias
- Oreste Baldini in CSI: Miami
- Sergio Lucchetti in CSI - Scena del crimine
- Enrico Chirico in 9-1-1: Lone Star